# Stadio Principe Abd Allāh bin Fayṣal
Lo stadio Principe Abd Allāh bin Fayṣal (in arabo ستاد الأمير عبدالله الفيصل‎?; in inglese Prince Abdullah al-Faisal Stadium) è uno stadio di calcio situato a Gedda, città dell'Arabia Saudita.
Intitolato ad Abd Allah bin Faysal Al Sa'ud, sorge nella zona sud-orientale di Gedda, tra l'Università Re Sa'ud e il distretto industriale di Al-Waziriah. È collegato alla zona est della città tramite un tratto dell'autostrada Gedda-La Mecca e dalla via dello stadio.
Edificato nel 1970, conta cira 27 000 spettatori e fa parte di un complesso sportivo che comprende anche un palazzetto dello sport e un centro acquatico. 
Ha ospitato le partite dell'Al-Ittihad e dell'Al-Ahli, compagini cittadine.